# ワフィ・シティー
ワフィ・シティー(Wafi City)はアラブ首長国連邦のドバイにあるショッピングモールやホテル、住宅の複合施設。
カルナック神殿、ピラミッドなど全てが古代エジプト様式でまとめられている。
ドバイに続々オープンしている巨大ショッピングモールに較べると規模はさほどではないが、高級感ある2つのショッピングモール、ラッフルズ・ホテル、クレオパトラスパ、ファラオナイトクラブなどもある。